# Стенберг, Лизетта
Лизетт Стенберг (швед. Caroline Lisette (Maria Elisabet) Stenberg, 23 октября 1770 — 18 июня 1847) — шведская театральная актриса, певица и пианистка.

## Биография
Мария Элизабет Стенберг была дочерью таможенного инспектора в Гётеборге. В юности она сбежала из дома с любовником, но он бросил её, а семья отказалась принять обратно. Тогда от безысходности Мария Элизабет начала работать в театре.
Взяв себе французское имя Лизетт, она устроилась актрисой в Театре Стенборга в Стокгольме. Этот театр считался бульварным и не пользовался особой популярностью у шведской аристократии, предпочитавшей ходить в Королевский драматический театр, в которым в то время прочно обосновался Французский театр Густава III. Театр Стенборга был любим у публики.
Лизетт оказалась талантливой женщиной и успешно работала как актриса, певица и пианистка. Как актриса она дебютировала в Арлекиниаде Arlequin Favirot-sultaninna 2 апреля 1789 г. и сразу же добилась успеха у публики. В том же году она впервые выступила и как пианистка: исполняя роль графини Клейнвилль в Det oförmodade vadet, она неожиданно для зрителей сыграла сонату на клавикорде в музыкальном сопровождении скрипки. Это было оценено по достоинству, и она исполняла музыку до конца сезона. В 1794 г. она впервые выступила на концерте в Дворянском собрании и тоже получила признание зрителей. Она начала исполнять роли и в опереттах.
Как актриса она играла и комедийные, и трагедийные, и мелодраматические роли. Среди её ролей были Франциска в Minna von Barnhelm Лессинга, Оргон в Тартюфе Мольера, Земира в Zemir et Azor Гретри, главная роль в Rosalie. Она исполняла и брючные роли, например, Керубино в Свадьбе Фигаро (1792 г.). Одной из её наиболее известных ролей была соблазнительница в Den förförda ynglingen. Лизетт обыкновенно встречала хорошие отзывы у зрителей.
В 1798 году в Стокгольме была введена монополия Королевского театра (Королевский драматический театр и Королевская опера в Стокгольме), после чего были запрещены все прочие театры в городе. Театр Стенборга тоже был закрыт после сезона 1798—1799 гг., и его труппа была распущена. Некоторые актёры Стенборга, например, Элеонора Сефстрём, были приняты в Королевский драматический театр, но Лизет Стенберг получила отказ и присоединилась к передвижному театру Юхана Антона Линдквиста, в 1800 г. выступавшему в Гётеборге и Норрчёпинге. Во время выступления в Comediehuset в Гётеборге критики положительно оценили её способности, утверждая, что ни одна другая актриса не смогла бы сыграть эту роль лучше. Последнее выступление Лизетт на сцене состоялось 7 мая 1800 года в Норрчёпинге.
В 1803 г. в Стокгольме были арестованы две женщины, одна из которых, вероятно, была Лизетт Стенберг под именем Каролины Стенберг, подозреваемые в бродяжничестве и проституции, но это так и не было доподлинно установлено. В 1813 г. Лизетт была сестрой милосердия в Великой Армии в Гамбурге . В 1816 г. её арестовали в Париже за то кражу одежды у шведского посла во Франции, но освободили.
В Швецию она вернулась в 1820-х гг. и жила в Венерсборге под именем Действинье-Стенберг как вдова француза, довольствуясь небольшой премией от королевы Швеции Дезире Клари и платой за уроки французского языка. Умерла в богадельне.

## Личная жизнь
Кроме театральной жизни Лизетт запомнилась также многочисленными скандалами: она влезала в большие долги, подделывала подписи, в том числе режиссёра Карла Стенборга. Она несколько раз была объявлена банкротом, её не раз арестовывали по требованию кредиторов. В 1797 г. один спектакль был представлен для финансовой поддержки одной из неназванных актрис, и как раз в это время Лизетт в очередной раз была банкротом. Тем не менее, скандалы мало влияли на её популярность, и когда в 1798 г. она долгое время жила и выступала в Копенгагене, то у театра Стеборга упали сборы, и её возвращение было встречено с радостью.